# Momajny
Momajny (niem. Momehnen) – wieś w Polsce, położona w województwie warmińsko-mazurskim, w powiecie kętrzyńskim, w gminie Barciany.
W latach 1975–1998 wieś administracyjnie należała do województwa olsztyńskiego.

## Integralne części wsi
| SIMC    | Nazwa               | Rodzaj     |
| ------- | ------------------- | ---------- |
| 0469381 | Nowy Dwór Momajński | przysiółek |
| 0469398 | Piskorze            | przysiółek |

## Historia
Wieś została założona w XIV wieku. W 1939 roku we wsi mieszkało 539 mieszkańców, teraz ok. 70 (31 grudnia 2009). W czasie II wojny światowej w Momajnach istniał obóz dla jeńców radzieckich. W czasach PRL we wsi istniała szkoła, biblioteka i kino z 30 miejscami siedzącymi.
Kościół po raz pierwszy wzmiankowany w roku 1373. Na przełomie XV/XVI wieku przebudowany. Spłonął w pożarze 8 grudnia 1811 roku, odbudowany i nadbudowany w latach 1818–1820 na murach średniowiecznej świątyni o cechach gotyckich (blendy i okna nawy), późnogotyckich (dach naczółkowy) z klasycystyczną wieżą. Momajny są siedzibą parafii rzymskokatolickiej pw. Świętego Piotra Apostoła.